# FC Schüttorf 09
Der FC Schüttorf 09 e. V. ist ein in Schüttorf (Grafschaft Bentheim) beheimateter Sportverein. Der Verein bietet elf Sportarten an. Besonders erfolgreich sind die Fußball-, Handball- und Volleyballabteilung. Die erste Männer-Fußballmannschaft spielte von 2013 bis 2015 und ab 2018 in der Landesliga Weser-Ems, die erste Männer-Handballmannschaft in der Landesliga Weser-Ems und die erste Männer-Volleyballmannschaft in der Zweiten Bundesliga Nord.
Der FC 09 hat momentan rund 3.000 Mitglieder und ist somit der zweitmitgliederstärkste Verein in der Grafschaft Bentheim. 203 Sportler errangen im Jahr 2008 das Sportabzeichen. Am ersten Schüttorfer OLB-Citylauf, der im Jahr 2009 erstmals durch den Verein ausgerichtet wurde, nahmen rund 800 Läufer teil.

## Sportangebot
Der FC Schüttorf 09 bietet als Breitensportverein Badminton, Bogenschießen, Boule, Fußball, Handball, Karate, Schwimmen, Tischtennis, Volleyball, Turnen, Wasserball sowie zahlreiche Fitness-, Gesundheits- und Rehasportkurse an. Mit 43 Mannschaften bilden die Handballer neben den Fußballern die größte Abteilung des Vereins.

## Fußball

### Geschichte
Die Fußballabteilung des FC Schüttorf 09 hat eine lange Tradition im Verein und kann auf eine hundertjährige Geschichte zurückblicken. Seit den 1960er Jahren spielte Schüttorf in der Bezirksliga West. Ende der 1990er Jahre stieg man in die Oberliga Niedersachsen/Bremen auf und gewann 2001 den Niedersachsenpokal. Dies berechtigte zur Teilnahme am DFB-Pokal, wo man aber gegen den SSV Reutlingen 05 in der ersten Runde mit 1:4 ausschied.
In den Jahren 2014 und 2015 fand am Landgericht Bielefeld ein Steuerhinterziehungsverfahren statt. Anlass für das Gerichtsverfahren waren Erkenntnisse der Bielefelder Schwerpunktstaatsanwaltschaft für Wirtschaftskriminalität, wonach zwischen den Jahren 2003 und 2008 Gehaltszahlungen beim FC Schüttorf 09 sowie beim SV Wilhelmshaven, beide mit der Sprehe-Gruppe als Sponsor, über eine Tochterfirma der Sprehe-Gruppe abgewickelt und dort nicht als Gehälter, sondern als Betriebsausgaben verbucht worden seien. Laut Anklage sei dabei ein Steuerschaden von 1,8 Millionen Euro entstanden. Das Gerichtsverfahren wurde gegen Zahlung einer Geldauflage in Höhe von 2,7 Millionen Euro für Albert und Paul Sprehe eingestellt.

### Bekannte Spieler
Zu den ehemaligen Spielern des FC 09 mit überregionaler Bekanntheit gehört Simon Cziommer. Er stammt aus der Jugend des Vereins, bevor er dann ins benachbarte niederländische Enschede wechselte. Zuletzt stand er beim niederländischen Erstligisten Heracles Almelo unter Vertrag, wo er 2015 auch seine aktive Karriere beendete.
Von 2002 bis 2010 spielte Kay Wenschlag in Schüttorf. Zuvor war der Abwehrspieler u. a. für Werder Bremen, Hansa Rostock, Energie Cottbus und den VfL Osnabrück tätig. Von 2012 bis 2014 war er, nachdem er davor bereits über Jahre hinweg, parallel zu seiner Spielerlaufbahn, als Jugendtrainer beim Klub in Erscheinung getreten war, Trainer der Herrenmannschaft.
In der Saison 2004/05 stand der ehemalige litauische Nationalspieler Vidmantas Vyšniauskas beim FC Schüttorf 09 unter Vertrag.

### Stadion
Das vereinseigene Holmers-Kamp-Stadion an der Salzbergener Straße, das von der Stadt Schüttorf verwaltet wird, fasst 5.000 Zuschauer. Es hat eine 120 Sitzplätze umfassende überdachte Tribüne und Stehtraversen an allen Längsseiten des Platzes. 1991 wurden die ersten Fußballplätze eingeweiht, die offizielle Eröffnung des „Sportparks Schüttorf“ erfolgte 1995. Über eine Flutlichtanlage verfügen nur die Trainingsplätze.

## Volleyball

### Geschichte
Seit der Saison 2012/13 spielt die 1. Männermannschaft in der Staffel Nord der Zweiten Bundesliga. Trainer ist seit 2011 der ehemalige Nationalspieler Ralph Bergmann.

### Bekannte Spieler
Zu den bekanntesten Volleyballern des FC Schüttorf 09 gehören Henning Wegter und Thorsten Schoen.

### Halle
Seine Spiele trägt der FC Schüttorf in der Vechtehalle in Schüttorf aus.

## Handball
Die Frauenhandballmannschaft spielt in der Landesliga West.

## Wasserball
Der FC Schüttorf 09 bietet als einziger Verein in der Grafschaft Bentheim die Sportart Wasserball an. Die Ligamannschaft spielte in den 1970er und 1980er Jahren lange Jahre in der Verbandsliga Nord/West.